# Гудара
Гудара или Кудара (тадж. Кӯҳдара) — река, протекающая в Горно-Бадахшанской автономной области Таджикистана. Правый приток реки Бартанг. Крупнейшие притоки Кокуйбель (левый) и Танымас (правый).
Длина — 25 км. Площадь водосбора — 4500 км². Среднесуточный расход воды — 168 м³/с. Средневзвешенная высота водосбора — 4480 м. Среднеквадратичное отклонение высоты — 590 м (пункт наблюдения устье).

## География
Гудара образуется в результате слияния рек Кокуйбель и Танымас в районе села Гудара, который расположился напротив дельты сливающихся рек. В верхнем течении русло реки имеет извилистое направление. Периодически разбивается на множество рукавов, затем опять сливается в единое русло. Справа у села Пасор в Гудару впадает река Хавраздара, берущая своё начало с одноимённого озера неподалёку от ледника Грумм-Гржимайло. На высоте 2789 м над уровнем моря, принимает очередной правый приток Башуредару. После, зажатая горными хребтами Язгулем с севера и Музкол с юга, река течет в юго-западном направлении вплоть до впадения в Бартанг.
Согласно данным справочника «Ресурсы поверхностных вод СССР» (1971) изреженная растительность и полупустынные зоны занимают 51,0 % от общей площади бассейна Гудара, 49,0 % скалистые обнажения, осыпи, ледники и фирновые поля. Площадь бассейна с преобладанием горных пород делится следующим образом:
1. Мелкозём, суглинки, супеси, суглинистые и супесчаные отложения — 0,3 %
2. Галечники и пески — 4 %
3. Сланцы, глины, алевролиты — 20 %
4. Песчаники, конгломераты — 40 %
5. Карбонаты, глины, мергели, известняки, доломиты, соли — 10 %
6. Интрузивы, эффузивы, метаморфические — 25,7 %

## Гидрография
Количество рек протяжённостью менее 10 км расположенных в бассейне Гудара — 13, их общая длина составляет 37 км. Площадь водосбора — 4500 км²/с. Среднесуточный расход воды — 168 м³/с, срочный расход воды — 183 м³/с. Максимальный расход — 227 м³/с (13.04.1946), минимальный — 88,1 м³/с (31.05.1957).
Коэффициент внутригодового стока — 3,4. Месяц с наибольшим стоком — август. 62 % от годового стока приходится на период с июля по сентябрь. Тип питания — ледниково-снеговое.
Гудара входит в I группу рек с весенним лимитирующим сезоном. В таблице приведены следующие характеристики стока реки (место измерения устье).
| Водность года | Месячный сток (%) | Месячный сток (%) | Месячный сток (%) | Месячный сток (%) | Месячный сток (%) | Месячный сток (%) | Месячный сток (%) | Месячный сток (%) | Месячный сток (%) | Месячный сток (%) | Месячный сток (%) | Месячный сток (%) |
| Водность года | I                 | II                | III               | IV                | V                 | VI                | VII               | VIII              | IX                | X                 | XI                | XII               |
| ------------- | ----------------- | ----------------- | ----------------- | ----------------- | ----------------- | ----------------- | ----------------- | ----------------- | ----------------- | ----------------- | ----------------- | ----------------- |
| Средний       | 2,7               | 2,6               | 2,6               | 3,0               | 4,5               | 10,8              | 22,6              | 24,9              | 14,0              | 5,9               | 3,5               | 2,9               |

### Комментарии
1. ↑  отношение величины стока за период июль-сентябрь к величине стока за период март-июнь